# Хиллен, Джек
Джек Роберт Хиллен (англ. Jack Robert Hillen; 24 января 1986; Миннетонка, Миннесота, США) — бывший американский хоккеист, защитник.

## Карьера игрока

### Ранние годы
Хиллен начал играть в хоккей в средней школе Академии святых ангелов в Миннесоте. Поступив после школы в колледж, он четыре сезона играл за местную команду «Колорадо Колледж Тайгерз». Учась на последнем курсе, Джек был признан лучшим защитником сезона в составе данной команды.

### Клубная карьера
Хиллен окончил колледж со степенью бакалавра в области экономики и в дальнейшем подписал контракт на 2 года с «Нью-Йорк Айлендерс». Джек дебютировал в НХЛ с «Айлендерс» в последних двух играх сезона 2007—08 против основных конкурентов — «Нью-Йорк Рейнджерс». Хиллен заработал своё первое очко в своем втором матче в НХЛ, ассистируя Мирославу Шатану в атаке на ворота «Рейнджерс». 26 января 2010 года во время домашней игры против «Вашингтон Кэпиталз» Александр Овечкин, выполняя слэпшот, нанес Хиллену удар в лицо. Джек сам покинул лед, чтобы остановить кровь. Позже его доставили в больницу, где он перенес операцию на сломанной челюсти и в результате пропустил 6 недель.
8 августа 2011 года, будучи свободным агентом, Хиллен подписал контракт на один год с «Нэшвилл Предаторс». За сезон 2011—12 он принес команде 6 очков в 55 играх.
2 июля 2012 года в качестве свободного агента Хиллен подписал контракт на один год с «Вашингтон Кэпиталз». Выполняя блокировку в одном из матчей, Джек получил травму. Вернувшись на лед после травмы, он заработал для «Кэпиталз» 9 очков в 23 играх. 2 апреля 2013 года Хиллен подписал двухлетний контракт с «Кэпиталз» на $1,4 млн.
3 октября 2013 года в игре против «Калгари Флеймс» Хиллена у борта протаранил Ленс Боума, Джек неудачно упал и серьезно травмировал правую большеберцовую кость. 5 октября защитник успешно перенес операцию на правой ноге. Докторам пришлось собрать поломанную кость, вставить её на место, закрепив металлической пластиной и пятью болтами.
В продолжении своей полосы неудач 25 марта 2014 года во время матча Хиллен столкнулся со своим одноклубником Александром Овечкиным и упал без сознания.
28 февраля 2015 года «Вашингтон» обменял Хиллена и выбор в четвёртом раунде драфта 2015 года в «Каролина Харрикейнз» на защитника Тима Глисона. За сезон 2014—15 Хиллен сыграл за «столичных» 35 матчей и заработал 5 (0+5) очков.
В марте 2015 года Джек, уже будучи защитником «Харрикейнз», в одном из матчей получил сотрясение мозга и выбыл на неопределенный срок. За два предыдущих сезона Хиллен пропустил в общей сложности 94 матча из-за травм плеча, ноги, а также другого сотрясения мозга. 3 января 2016 года хоккеист завершил карьеру профессионального игрока. Решение Хиллена связано с несколькими серьезными травмами в прошлом, включая сотрясения мозга, и наличием у него троих детей в возрасте до пяти лет.

### Международная карьера
Хиллен входил в состав сборной США на чемпионате мира в Германии в 2010 году.